# Sual
Sual  (Bayan ng  Sual - Ili ti Sual)  es un municipio filipino de primera categoría, situado en la isla de Luzón. Forma parte de la provincia de Pangasinán situada en la Región Administrativa de Ilocos, también denominada Región I.

## Geografía
Municipio  situado en el norte de la provincia, puerto de mar,  en el oeste del Golfo de Lingayén.
Linda al noroeste con el municipio de Alaminos; al suroeste con el de Mabini; y al este con el mencionado golfo y también con el municipio de Labrador.

### Barangays
El municipio  de Sual se divide, a los efectos administrativos, en 19 barangayes o barrios, conforme a la siguiente relación:
| - Baquioén - Baybay del Norte - Baybay del Sur - Bolaoén - Cabalitián | - Calumbuyán - Camagsingalán - Caoayán - Capantolán - Macaycayawán | - Paitán del Este - Paitán del Oeste - Pangascasán - Poblacián - Santo Domingo | - Seselangen - Sioasio del Este - Sioasio del Oeste - Victoria |  |

### Demografía
A mediados del siglo XIX, año de 1845,  contaba con 2.000 almas, de las cuales 600 contribuían.

## Historia
El puerto natural de Sual ofrece un anclaje seguro y refugio a los buques ya que está cómodamente asentado en una cala y su profundidad permite atracar a grandes barcos.
Durante más de dos siglos los galeones españoles desembercaban productos para comerciar.

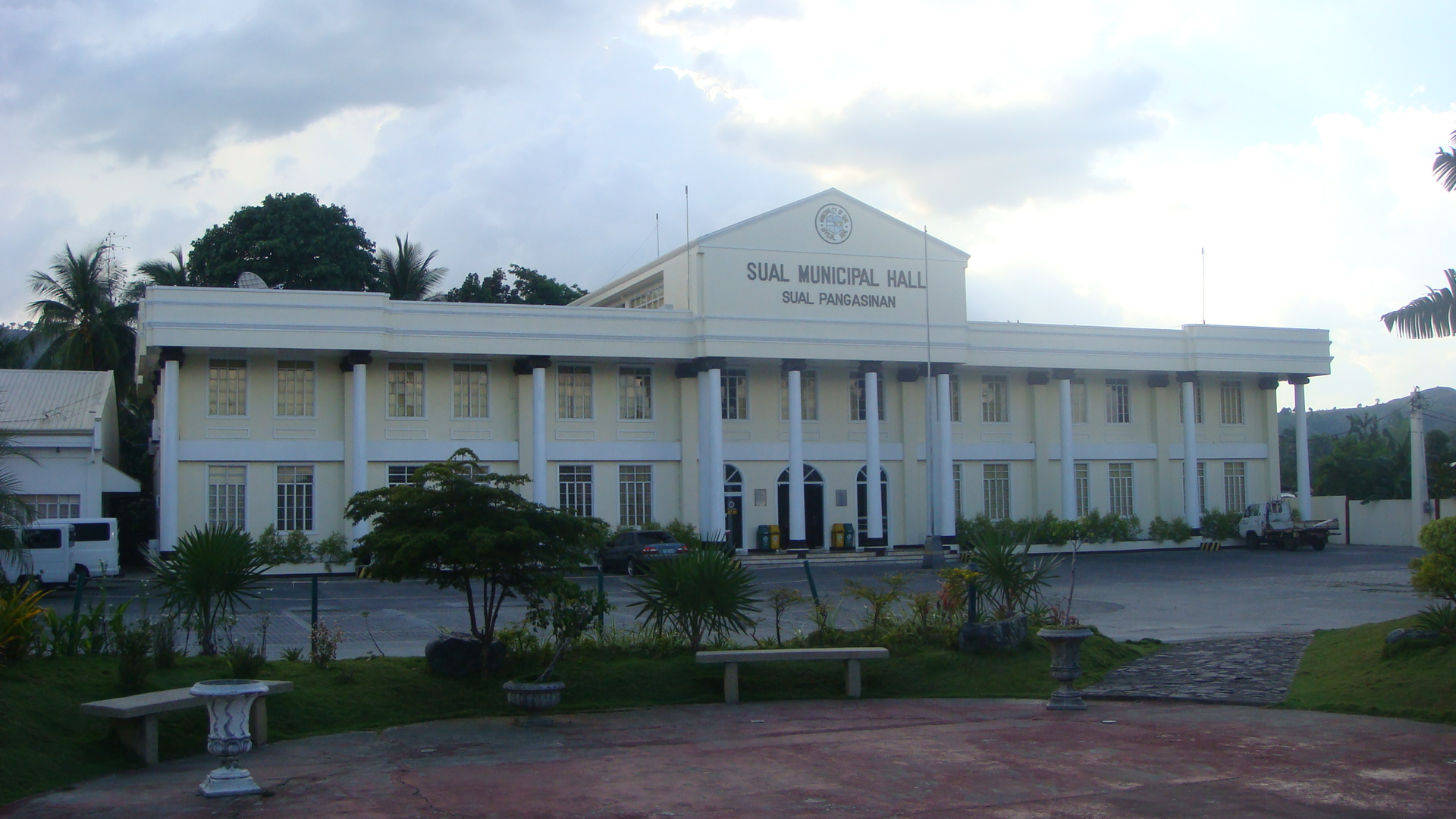
Ayuntamiento.

El municipio fue creado el 20 de mayo de 1805 cuando  el Gobernador de Filipinas Rafael María de Aguilar concede la separación de Sual de San Isidro Labrador de Tobuang.
A mediados del siglo XIX formaba parte de la  provincia de Pangasinán, siendo fronterizo con la de Zambales.

"...SUAL: pueblo con cura y gobernadorcillo, en la isla de Luzón, provincia de Pangasinan, diócesis de Nueva Segovia, sit. en los 125º 44´ 52´´ long. 16º 3´30´´ lat..." 

"...en terr. montuoso pero de buena calidad: pasa por este pueblo un rio llamado Lasag, que varía su curso como la cordillera de los montes, siendo de estos los principales el llamado Verde y el Micacaya, que con sus estremos cierran el puerto ..." 

"...La iglesia parroquial está servida por un cura regular; tiene campo santo situado en una loma, cuya circunstancia le hace estar perfectamente ventilado...."
Diccionario Buzeta, SUA-434-SUB 1850

## Economía

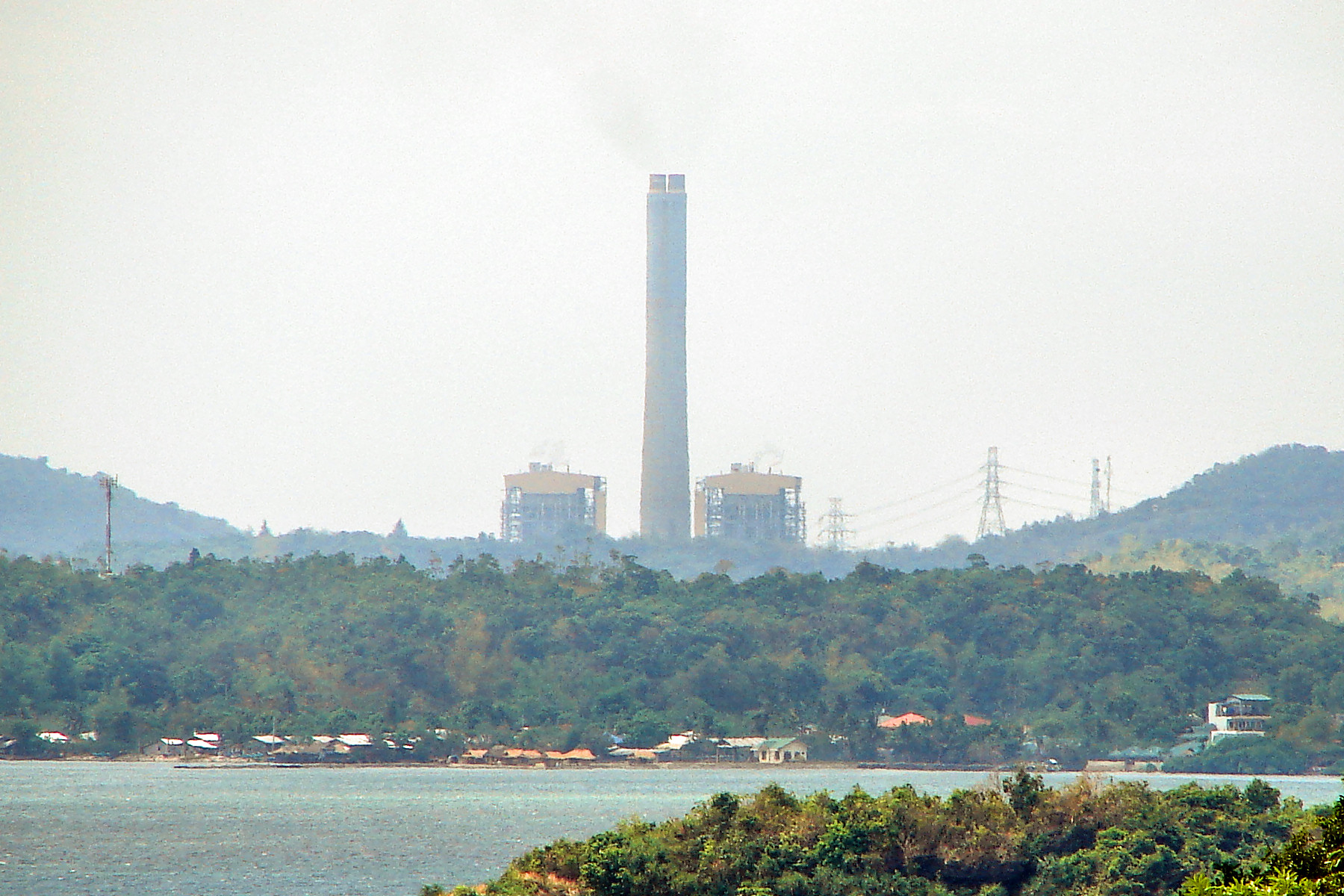
Central térmica.

En Sual se encuentra una central eléctrica  térmica de carbón (Sual Coal-Fired Power Plant ), con una potencia de 1.200 megavatios, la  mayor de Filipinas entre las de su género.

## Patrimonio

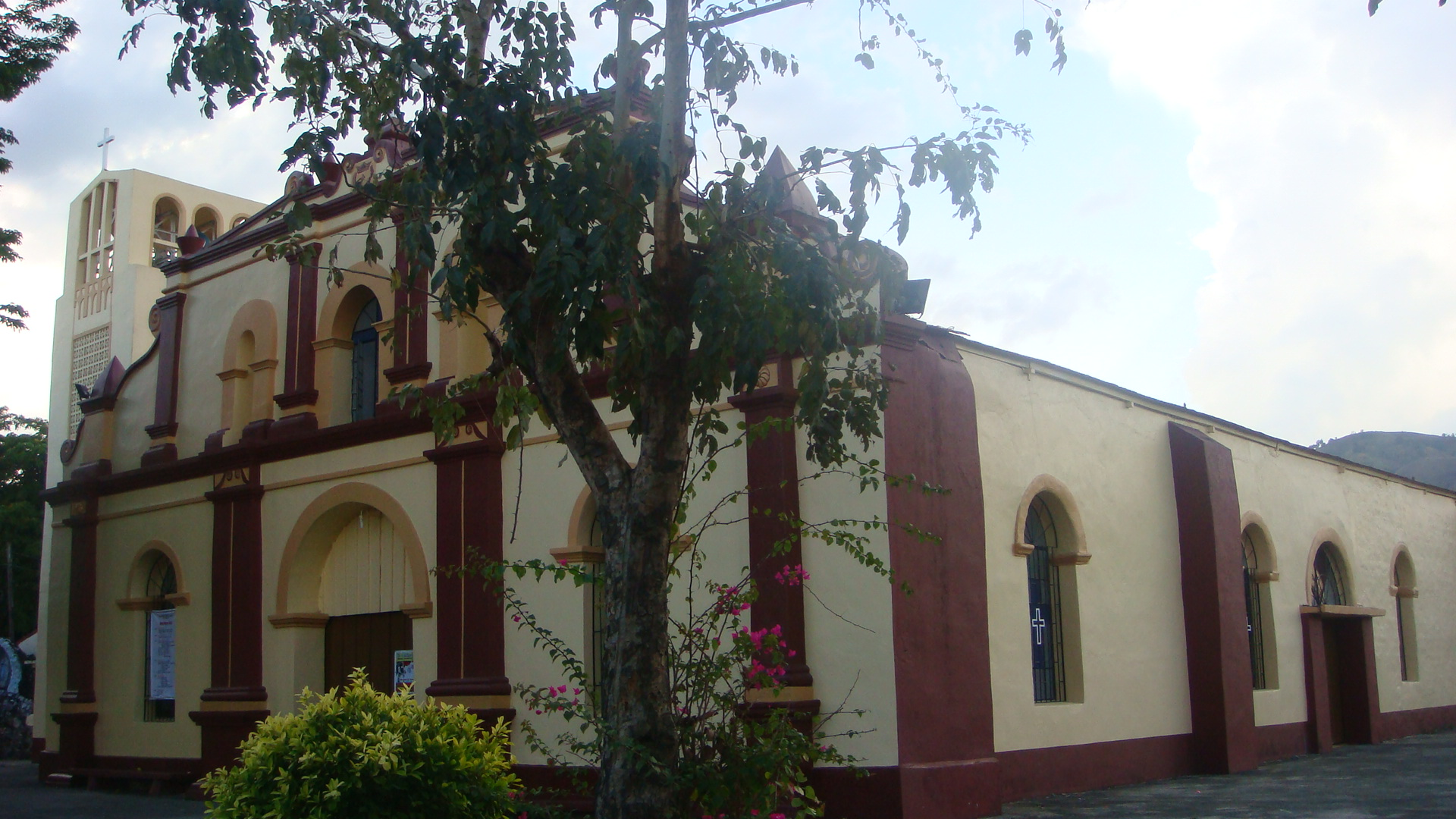
Iglesia parroquial de Sual.

- La iglesia parroquial católica bajo la advocación de San Pedro Mártir data del año 1835.
- Isal de Cabalitián.
- Palaya de Masamarey.
- Cascadas de Mayaman y de Mabuclao.
- Gruta de Limahon.